# Giuseppe Carnevale
Giuseppe Carnevale (Montalto, 1558 – Montalto, XVII secolo) è stato un giurista e storico italiano.

## Biografia
Poco o nulla si apprende intorno a Giuseppe Carnevale dai comuni repertori (si ipotizza che il vero cognome fosse 'Carnevali', 'Carnevalis', o più probabilmente 'Carnevalius', com'è citato dagli storici Maurolico, Pirri e dall'Amico).

Nato a Montalto nel 1558 da Giovannandrea - di famiglia originaria di Stilo a detta del Fiore - e da Porzia Riccio. Seguì la carriera paterna e si laureò in legge, esercitando la professione di avvocato a Napoli. Il ramo familiare pare estinto prima del 1645.

Assieme  al Fazello e a Pietro Carrera è tra gli autori più citati nei secc. XVII-XIX dagli storici interessati alle vicende della Sicilia. 

## Opere
- Gioseppe Carnevale, Historie / et descrittione / del Regno di Sicilia, / divise in due libri. In Napoli, Horatio Salviani, Napoli, 1591. Anche on line. Poi con il titolo Storia e descrizione del Regno di Sicilia, Rist. anast., Enna, Papiro, 1987.
- Ragionamenti de' titoli, di Gioseppe Carnevale,... ove si mostra che cosa sia la Nobiltà..., In Napoli. Ex officina Horatij Salviani, per Gio. Giac. Carlino, & Ant. Pace, 1592.